# Хутор
Ху́тор (укр. хутір; от венг. határ или же от др.-в.-нем. huntari; мн. число — хутора́) — малый населённый пункт, состоящий из одного, иногда нескольких домохозяйств; казачья единица поселения. На территории России одновременно со станицами существовали такие территориальные единицы как сёла, так что хутор, станица — это казачьи названия усадьбы с обособленным хозяйством. Житель хутора назывался хуторянином. Родственным слову «хутор» является слово «хата». Исторически хутора были распространены преимущественно на территории Украины (см. «Вечера на хуторе близ Диканьки») и юге России. В XVIII веке появились казачьи хутора также на Дону, а после переселения запорожских казаков — на Кубани. В состав хутора входили избы (крытая соломой хата-мазанка), погреб, колодцы, хлев, огороды, сады.
Расширяясь мог превратиться в станицу, село и т. д., но в названии сохранить слово «хутор», например, Хутор-Михайловский. В Ростовской области существовали хутора до 250 дворов, во главе которых стояли выборные атаманы. Шолохов в романе «Тихий Дон» описывает хутор Татарский, который мог выставить 211 бойцов.
У донских и кубанских казаков в Российской империи хутор — поселение на территории станицы, не имеющее отдельного административного управления. У некоторых станиц (например, станица Елизаветинская) хутора по населению были больше исторически возникшего первым центрального поселения. Разросшиеся хутора нередко выделялись в отдельные станицы, то есть имели отдельный общинный юрт и приписанное казачье население. В восточных казачьих войсках аналогом хутору был станичный посёлок.
Основное занятие жителей хуторов — это, как правило, сельское хозяйство, а также разведение домашнего скота. Хуторяне выращивали кур, гусей и коз, имелись также кошки и собаки.
Хутора получили в начале XX века массовое распространение в России в период проведения Столыпинской аграрной реформы. Создание участковых хуторов поощрялось ссудной политикой Крестьянского банка, а также системой правительственной агрономической помощи. Участковое землевладение ослабило пережитки крепостничества, свойственные общинному строю (чересполосицу, длинноземелье, переделы и т. д.). После Октябрьской революции в ходе национализации земли крестьянство ликвидировало основную массу хуторов, особенно в центрально-чернозёмных и поволжских губерниях. Хутора сохранились и продолжали развиваться в годы нэпа на западе и северо-западе. При переходе к сплошной коллективизации участковая форма крестьянского хозяйства стала тормозом для создания колхозов. Ликвидация хуторского расселения была завершена в основном до Великой Отечественной войны 1941—1945 гг.
В других языках аналогом хутора могли быть: ферма или hamlet (в Британии), ранчо (в Америке), фольварк (в Польше), мыза (в Финляндии, Эстонии, Ингерманландии), салаш (в Сербии) и даже вилла (в Италии). Благоустроенный хутор с санузлом, отоплением и ванной часто называют коттеджем. Хутор в Сибири именовался заимкой.
Под влиянием контактов с эстонскими переселенцами в начале XX века в Ингерманландии хутора называли также «грунты». Термин происходит от эстонского слова «крунт» — двор, хозяйство.
Латышский хутор (латыш. viensēta) и его элементы XVI—XXI веков включены в Культурный канон Латвии. Латышский хутор и его элементы — архетип простой и ясной архитектуры, цитируемый и интерпретируемой современными латвийскими архитекторами. Коллекция деревянных построек с образцами из всех четырёх регионов Латвии находится в Латвийском этнографическом музее.